# 가스게촌
가스게촌(粕毛村)은 아키타현 야마모토군에 있던 촌이다. 현재의 후지사토정의 서쪽 절반에 해당한다

## 지리
스바리댐의 당시에는 미완성이였고.가스게강의 상류에 있는 계곡은 가세우치자와라고 한다. 안쪽에 있는 후지사토코마가타케도 에도시대의 그림도에 카세나이라고 기록하고 있는 것도 있다.

## 역사
- 1889년 4월 1일 - 정촌제 시행에 의해 2촌의 구역으로 성립하였다.
- 1955년 3월 31일 - 후지코토촌과 합병해 후지사토촌이 성립하였다. 동일 가스게촌은 폐지되었다.
- 1963년 11월 1일 - 후지사토촌이 정으로 승격해 후지사토정이 되었다.